# Ciclopropene
Il ciclopropene è composto chimico idrocarburico ciclico di formula C3H4, il cui scheletro carbonioso è costituito da una catena di tre atomi di carbonio chiusa a triangolo isoscele, nella quale figura un doppio legame (C=C) e due legami semplici (C–C). In tal modo, il ciclopropene rappresenta il più semplice dei cicloalcheni (CnH2n-2).
A causa dell'elevata tensione che si genera in un anello così piccolo comprendente anche un doppio legame, la molecola è piuttosto instabile e molto reattiva, tende facilmente a polimerizzare e, di conseguenza, non è facile da sintetizzare.
Il ciclopropene è un isomero strutturale dell'allene (H2C=C=CH2) e del metilacetilene (H–C≡C–CH3), che sono entrambi molto più stabili e, come questi, è un gas incolore a temperatura ambiente (p. eb. -36 °C).
Da esso deriva il catione ciclopropenio, ciclo-[(CH)3]+: con 2 elettroni π nell'anello si confà alla regola di Hückel (n = 0) ed è quindi il più piccolo esempio di specie aromatica.

## Struttura molecolare e proprietà
Il ciclopropene è un composto notevolmente endotermico: ΔHƒ° = +283,36 kJ/mol, circa 7 volte il valore corrispondente per il ciclopropano (39,30 kJ/mol). Tuttavia, il ciclopropene è cineticamente stabile alle temperature dell'azoto liquido: solo a partire da -80 °C in fase liquida inizia a polimerizzare. La pirolisi del gas eseguita tra 193 e 243 °C fornisce il metilacetilene, che è l'isomero più stabile, e in minor quantità l'allene.
La struttura molecolare del ciclopropene è stata indagata con la tecnica della diffrazione elettronica in fase gassosa nel 1952 e nel 1970 e, con la spettroscopia rotazionale alle microonde, nel 1959 e nel 1975. Si sono così potuti ricavare i parametri strutturali essenziali della molecola del ciclopropene, la cui simmetria appartiene al gruppo puntuale C2v e il cui momento dipolare, pari a 0,45 D, indica che questa molecola idrocarburica è moderatamente polare. 
Lunghezze ed angoli di legame rilevati dalla spettroscopia rotazionale (18-40 GHz) sono come segue:
r(C–C) = (150,9 ± 0,1) pm; r(C=C) = (129,59 ± 0,04) pm; 
r[(C(sp2)−H) = (107,2 ± 0,1) pm; r[(C(sp3)−H) = (108,8 ± 0,2) pm;
∠C(sp2)C(sp3)C(sp2) = (50,84 ± 0,05)°; ∠C(sp2)C(sp2)H = (149,85 ± 0,05)°; ∠HCH = (114,57 ± 0,19)°.
Nell'anello del ciclopropene ci sono due atomi di carbonio ibridati sp2, come negli alcheni, e uno sp3, quello del metilene, come negli alcani. Per i primi l'angolo ideale sarebbe di 120° e per il secondo 109,5°, ma qui la connessione triangolare dello scheletro forza gli angoli ad essere vicini a 60°; l'angolo sul metilene, il più stretto, è ≈ 51° e gli altri due angoli interni sono perciò di ≈ 64,5°. Quindi la tensione angolare nel ciclopropene è molto grande e si riflette nell'instabilità e conseguente reattività della molecola. L'energia di destabilizzazione del ciclopropene dovuta a tale tensione è stata valutata in 54,1 kcal/mol, che è quasi il doppio che nel caso del ciclopropano (27,5 kcal/mol). In quest'ultimo tale energia deriva dalla somma della tensione angolare e della tensione torsionale (contributo minore, ma importante), qui non ci sono idrogeni eclissati e quindi neanche significativa tensione torsionale: la destabilizzazione del ciclopropene (54,1 kcal/mol) è quasi tutta dovuta alla tensione angolare, che qui è molto accentuata rispetto a quella del ciclopropano a causa della presenza del doppio legame. Si può inoltre notare che il doppio legame è un po' più corto del normare (134 pm), il legame C−C ha invece valore normale (~151 pm), essendo tra un C(sp3) e un C(sp2). Il legame C−H etilenico è un po' più corto rispetto a quello nell'etilene (110,3 pm), mentre il legame C−H metilenico è praticamente normale (109 pm). L'angolo HCH metilenico è invece notevolmente più ampio del normale (109,5 pm), per compensazione dell'angolo C(sp2)C(sp3)C(sp2) che, come visto, è di soli 51°; analoga compensazione accade per gli angoli C(sp2)C(sp2)H molto più aperti dei 120° attesi per ibridazione sp2.

## Sintesi
La sintesi teoricamente più semplice del ciclopropene consisterebbe nel far reagire l'acetilene con il più semplice carbene, il metilene nella forma di singoletto (:CH2) e tale reazione è stata indagata con calcoli quantomeccanici. In realtà il ciclopropene che si forma in questa reazione esotermica è solo un intermedio che si riarrangia velocemente dando, nella pratica, l'isomero allene.
La prima sintesi del ciclopropene si deve a Dem'yanov e Doyarenko, che lo ottennero attraverso la decomposizione termica dell'idrossido di trimetilciclopropilammonio utilizzando platino supportato su argilla alla temperatura di 320-330 °C in presenza di CO2.
Nella reazione di Dem'yanov e Doyarenko venivano prodotti principalmente trimetilammina e dimetilciclopropilammina, mentre il ciclopropene era presente come sottoprodotto, con una percentuale del 5% circa.

### Processo al cloruro di allile
Il processo di Dem'yanov e Doyarenko è stato soppiantato dal processo di deidroalogenazione del cloruro di allile, utilizzando ammoniuro di sodio (NaNH2) alla temperatura di circa 80 °C.
Questo metodo, che dà una resa in ciclopropene di circa il 10%, procede secondo la reazione:
CH2=CHCH2Cl  +  NaNH2  →  C3H4 (ciclopropene)  +  NaCl  +  NH3
Il prodotto principale di questa reazione è l'allilammina.
Utilizzando bis(trimetilsilil)ammide di sodio si riescono ad avere rese in ciclopropene prossime al 40%, secondo la reazione:
CH2=CHCH2Cl + NaN(SiMe3)2 → C3H4 (ciclopropene)  +  NaCl  +  NH(SiMe3)2

## Reazioni del ciclopropene
Il ciclopropene alla temperatura di 425 °C si isomerizza a metilacetilene:
C3H4  →  H3CC≡CH
Il ciclopropene si combina con il ciclopentadiene per dare luogo all'endo-triciclo[3.2.1.02,4]ott-6-ene attraverso la seguente reazione di Diels-Alder nella quale si comporta da dienofilo:

## Derivati
- 1-metilciclopropene